# Mi mineur

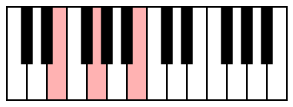
L'accord parfait de mi mineur se compose des notes suivantes : mi, sol, si.

La tonalité de mi mineur se développe en partant de la note tonique mi. Elle est appelée E minor en anglais et e-Moll dans l’Europe centrale.
L'armure coïncide avec celle de la tonalité relative sol majeur.

## Modes

### mineur naturel
L’échelle de mi mineur naturel est : mi, fa♯, sol, la, si, do, ré, mi.
- tonique : mi
- médiante : sol
- dominante : si
- sensible : ré

Altérations : fa♯.

### mineur harmonique
L’échelle de mi mineur harmonique est : mi, fa♯, sol, la, si, do, ré♯, mi.
- tonique : mi
- médiante : sol
- dominante : si
- sensible : ré♯

Altérations : fa♯ et ré♯ (accidentel).

### mineur mélodique
L’échelle de mi mineur mélodique est :
- gamme ascendante : mi, fa♯, sol, la, si, do♯, ré♯, mi.
- gamme descendante : mi ré do si la sol fa♯ mi.

## Compositions célèbres en mi mineur
- Christ lag in Todesbanden de Bach
- Sonate pour piano nº 27 de Beethoven
- Concerto pour violon de Mendelssohn
- Symphonie nº 4 de Brahms
- Symphonie nº 5 de Tchaïkovski
- Symphonie nº 9 de Dvořák
- Symphonie nº 1 de Sibelius
- Symphonie nº 10 de Chostakovitch
- Symphonie nº 7 de Mahler
- Romances sans paroles op. 62/3
- Prélude op. 15/2 de Chopin
- Valse en mi mineur de Chopin